# 산림 보호
산림 보호(forest protection)는 산림을 보존 또는 개선하고, 산불, 식물 해충, 불리한 기후 조건(지구 온난화)과 같은 자연적 또는 인위적 원인으로 인한 산림 피해를 예방 및 통제하는 것과 관련된 임업의 한 분야이다.
산림 보호는 또한 법적 지위를 가지며, 산림을 훼손하는 사람들로부터의 보호보다는 산림 병리학도 포함하여 더 넓은 것으로 보인다. 다양한 강조점으로 인해 산림 보호 방법도 매우 다양하게 존재한다.
독일어권 국가에서는 산림 보호가 범죄와 관련되지 않은 생물적, 비생물적 요인에 초점을 맞춘다. 자연보전지역은 보호림과 다르다.
산림 보호가 예방하고자 하는 인간에 의한 학대 유형은 다음과 같다.
- 공격적이거나 지속 불가능한 집약적 농업 및 벌목
- 산림 토양의 오염
- 인구 폭발과 이에 따른 도시 스프롤로 인한 도시 개발 확대

산림 보호 방법의 효율성에 대해서는 상당한 논쟁이 있다. 세계 대부분의 지역에서는 구입한 산림지에 관한 법률 집행이 약하거나 존재하지 않는다. 주요 열대우림이 있는 남아메리카에서 점점 더 위험해지고 있는 곳에서 브라질 국립환경청(IBAMA)의 관리들이 최근 일상적인 업무를 수행하던 중 총격을 받았다.

## 같이 보기
- 보전생물학
- 자연보전
- 보전운동
- 심층생태주의
- 생태학
- 환경 운동
- 환경주의
- 환경 보호
- 삼림경영학
- 자연 환경
- 자연 자본
- 천연 자원
- 보호림
- 재생 가능 자원
- 지속 가능한 발전
- 지속 가능성
- 지속농업
- 도시숲
- 물보전